# DC Universe Animated Original Movies
O DC Universe Animated Original Movies são projetos de filmes diretamente em vídeo que estão sendo criados pela Warner Premiere, Warner Bros. Animation, e DC Comics, com a ajuda de produtores como Bruce Timm. Estes projetos de filmes mais recentes também incluem dubladores que trabalharam em séries de filmes animados da DC anteriormente.

## Premissa
Ao contrário de anteriores filmes animados DC (a maioria dos quais também envolveu Bruce Timm), os filmes da linha são destinadas a um público mais adulto, muitas vezes contêm linguagem profana, a violência mais forte e temas mais maduros. A maioria dos filmes são classificados como PG-13, mas dois são classificados como PG. Muitos dos filmes são adaptados de histórias originalmente existentes em quadrinhos e graphic novels da DC. Atualmente, 38 longas-metragens e nove curtas-metragens foram liberados, com outros filmes programados para lançamento futuro.
A maioria dos filmes foram dirigidos pela voz de Andrea Romano.

## Projetos lançados

### Superman: Doomsday
O primeiro desses projetos foi Superman: Doomsday, que foi vagamente baseado no popular arco de história de 1992-1993 "A Morte do Superman", onde Superman luta contra Apocalypse em um duelo de morte. Foi lançado em 21 de setembro de 2007.
O filme apresenta os talentos de Adam Baldwin como Superman, Anne Heche como Lois Lane, Adam Wylie como Jimmy Olsen, Ray Wise como Perry White, Swoosie Kurtz como Martha Kent, James Marsters como Lex Luthor, Cree Summer como Mercy Graves, John DiMaggio como Toyman, Tom Kenny como Robô do Superman, e um cameo de voz por Kevin Smith como um homem mal-humorado. O filme recebeu geralmente misturado-para-positivos comentários.

### Justice League: The New Frontier
Justice League: The New Frontier foi baseada na minissérie de livros em quadrinhos de Darwyn Cooke de 2003-2004 DC: A Nova Fronteira, onde os heróis da Terra se unem para derrotar uma entidade do mal chamada O Centro. Foi lançado em 26 de fevereiro de 2008.
O filme apresenta as vozes de David Boreanaz como Hal Jordan/Lanterna Verde, Kyle MacLachlan como Superman, Lucy Lawless como Mulher-Maravilha, Neil Patrick Harris como Barry Allen/Flash, Jeremy Sisto como Batman, Miguel Ferrer como Caçador de Marte, Brooke Shields como Carol Ferris, Phil Morris como Rei Faraday, Kyra Sedgwick como Lois Lane, Vicki Lewis como Iris West, John Heard como Kyle Morgan, Alan Ritchson como Aquaman, e Keith David como O Centro. Além disso, Joe Alaskey dá voz brevemente ao Pernalonga em uma cena em que o Caçador de Marte foi assumindo formas diferentes enquanto assistia televisão.

### Batman: Gotham Knight
Amarrando para o lançamento do filme do Batman de 2008 The Dark Knight, Batman: Gotham Knight é um filme de antologia que conta uma série de histórias que ocorrem entre Batman Begins, de 2005, e The Dark Knight, embora não seja oficialmente considerado parte da série de filmes do Batman de Christopher Nolan. O filme foi o primeiro a apresentar o Batman usando a forma japonesa de anime de quatro estúdios de animação japoneses diferentes. Talentos dos quadrinhos notáveis, como Brian Azzarello, David S. Goyer, e Greg Rucka contribuíram nas histórias. Foi lançado em 8 de julho de 2008.
O ator Kevin Conroy voltou mais uma vez para dar voz ao Batman com as vozes de Jim Meskimen como Tenente Gordon e Pistoleiro, Gary Dourdan como Crispus Allen, Ana Ortiz como Anna Ramirez, David McCallum como Alfred Pennyworth, Parminder Nagra como Cassandra, Rob Paulsen como Sal Maroni, Corey Burton como Espantalho, Kevin Michael Richardson como Lucius Fox, Jason Marsden como Thomas Wayne, Andrea Romano como Martha Wayne, e George Newbern como o Homem de Preto.

### Wonder Woman
O filme solo da Mulher-Maravilha tratou principalmente com a história da origem da Diana de Themyscira e como ela se tornou a super-heroína reconhecível Mulher-Maravilha. Grande parte da estrutura da história de origem foi emprestado dos quadrinhos de 1987, pós-Crise nas Infinitas Terras, de George Pérez, relançamento intitulado "Gods and Mortals". Antes roteirista, Michael Jelenic foi trazido a bordo para regravações, o roteiro original foi escrito pela ex-mensalmente Wonder Woman escritora, Gail Simone. Foi lançado em 3 de março de 2009.
O filme apresenta as vozes de Keri Russell como Mulher-Maravilha, Nathan Fillion como Steve Trevor, Virginia Madsen como Rainha Hipólita, Alfred Molina como Ares, Oliver Platt como Hades, Vicki Lewis como Perséfone, Jason C. Miller como Thrax, John DiMaggio como Deimos, Rosario Dawson como Artemis, David McCallum como Zeus, Marg Helgenberger como Hera, e Rick Overton como o presidente. Ele também foi recebido de forma positiva.

### Green Lantern: First Flight
Lauren Montgomery volta de Mulher-Maravilha para dirigir Green Lantern: First Flight. De acordo com Montgomery, "É um conjunto policial thriller no espaço exterior, com muito pouco tempo gasto na Terra. É um dia de treinamento ordenado em histórias, onde o policial veterano espacial (Sinestro) encontra o policial novato espacial (Hal Jordan), mas porque o veterano tem sido "ao redor do bloco" pode ter distorcido sua perspectiva um pouco." O filme centra-se em Hal Jordan e sua relação com o veterano Lanterna Verde Sinestro, e sua relação como aluno e professor, até Sinestro trair a Tropa dos Lanternas Verdes. Foi lançado em 28 de julho de 2009.
O filme apresenta as vozes de Christopher Meloni como Hal Jordan, Victor Garber como Sinestro, Olivia d'Abo como Carol Ferris, Kurtwood Smith como Kanjar Ro, Michael Madsen como Kilowog, Tricia Helfer como Boodikka, David Lander como Ch'p, William Schallert como Appa Ali Apsa, Larry Drake como Ganthet, Malachi Throne como Ranakar, Kath Soucie como Arisia Rrab e John Larroquette como Tomar-Re. Assim como seus antecessores, o filme de animação também teve uma recepção positiva.

### Superman/Batman: Public Enemies
Superman/Batman: Public Enemies é baseado no primeiro arco de história, "The World's Finest", da revista em quadrinhos mensal Superman/Batman de 2003–2004 de Jeph Loeb e Ed McGuinness. O Presidente Lex Luthor usa a trajetória que se aproxima do asteroide de Kryptonita para enquadrar o Superman para a "destruição pendente do planeta" e declara uma recompensa de US$ 1 bilhão pelas cabeças do Homem de Aço e seu "parceiro no crime", Batman. Super-heróis e super-vilões lançam uma busca incessante pelo Superman e Batman, que devem se unir para evitar o ataque cheio de ação, interromper o asteroide, e descobrir o enredo tortuoso de Luthor. Foi lançado em 29 de Setembro de 2009.
Uma característica significante de Tim Daly, Kevin Conroy, Clancy Brown, e CCH Pounder reprisando seus papéis como Superman, Batman, Lex Luthor, e Amanda Waller de Batman: The Animated Series, Superman: The Animated Series, Justice League e Justice League Unlimited. O filme também apresenta as vozes de Xander Berkeley como Capitão Átomo, LeVar Burton como Raio Negro, Allison Mack como Poderosa, Ricardo Chavira como Major Força, creditado apenas Jennifer Hale como Estelar, não creditado Michael Gough como Gavião Negro, Corey Burton como Capitão Marvel, John C. McGinley como Metallo, e Calvin Tran como o Homem-Brinquedo japonês. Foi recebido positivamente.

### Justice League: Crisis on Two Earths
Vagamente baseado nos quadrinho de Grant Morrison de 2000 JLA: Earth 2, Justice League: Crisis on Two Earths  lida com um heroico Lex Luthor de um universo alternativo que aparece para recrutar a Liga da Justiça para ajudar a salvar a sua terra do Sindicato do Crime, uma gangue de vilões que são essencialmente versões malignas da Liga da Justiça. O que se segue é a derradeira batalha do bem contra o mal em uma guerra que ameaça ambos os planetas e, através de um plano diabólico lançado pelo Coruja, coloca o equilíbrio de toda a existência em perigo. O filme foi originalmente criado como um possível retorno à série animada Justice League Unlimited com o título da Justice League: Worlds Collide. No entanto, quando essa série terminou, a ideia foi modificado em Justice League: Crisis on Two Earths pela maior parte mantendo a mesma trama, mas a remoção de conexões para a série de TV. Foi lançado em 23 de fevereiro de 2010.
O filme apresenta as vozes de Mark Harmon como Superman, William Baldwin como Batman, Vanessa Marshall como Mulher-Maravilha, Josh Keaton como Flash, Nolan North como Lanterna Verde e Anel Energético, Jonathan Adams como Caçador de Marte, Brian Bloom como Ultraman, Gina Torres como Supermulher, James Woods como Coruja, James Patrick Stuart como Johnny Quick, Chris Noth como o heroico Lex Luthor, e Bruce Davison como o Presidente Slade Wilson.

### Batman: Under the Red Hood
Batman: Under the Red Hood foi escrito pelo quadrinista Judd Winick. Esta foi uma adaptação da história de Winick, "Under the Hood" de 2005 no título principal do Batman, apresentado nas edições #635-641. Foi lançado em 27 de Julho de 2010.
O filme apresenta as vozes de Bruce Greenwood como Batman, Jensen Ackles como Capuz Vermelho/Jason Todd, Neil Patrick Harris como Asa Noturna, John DiMaggio como Coringa, Wade Williams como Máscara Negra, Jason Isaacs como Ra's al Ghul, Kelly Hu como Ms. Li, e Jim Piddock como Alfred Pennyworth.

### Superman/Batman: Apocalypse
Superman/Batman: Apocalypse, uma sequência da série Superman/Batman, foi confirmada em 2010 depois das vendas positivas de Superman/Batman: Public Enemies. Superman/Batman: Apocalypse é baseado no segundo arco de história, "The Supergirl from Krypton", das histórias em quadrinhos mensais Superman/Batman de 2004 de Jeph Loeb e Michael Turner. Foi lançado em 28 de Setembro de 2010.
Uma característica significativa tem Tim Daly, Kevin Conroy, Susan Eisenberg, e Edward Asner reprisando seus papéis como Superman, Batman, Mulher Maravilha, e Vovó Bondade de Batman: The Animated Series, Superman: The Animated Series, Justice League e Justice League Unlimited. O filme também apresenta as vozes dos talentos de Andre Braugher como Darkseid, Summer Glau como Supergirl, Julianne Grossman como Grande Barda, Rachel Quaintance como Lyla e Artemis, Andrea Romano como Stompa, Tara Strong como Lashina, e Salli Saffioti como Gillotina e Harriet Louca.

### All-Star Superman
All-Star Superman é uma adaptação da história em quadrinhos de 2005–2008 de Grant Morrison e Frank Quitely All-Star Superman. Foi escrito por Dwayne McDuffie e dirigido por Sam Liu. Foi lançado em 22 de fevereiro de 2011.
O filme apresenta as vozes de James Denton como Superman, Christina Hendricks como Lois Lane, Anthony LaPaglia como Lex Luthor, Edward Asner como Perry White, Obba Babatundé como um juíz, Steven Blum como Atlas, John DiMaggio como Samson, Linda Cardellini como Nasthalthia "Nasty" Luthor, Frances Conroy como Martha Kent, Alexis Denisof como Dr. Leo Quintum, Michael Gough como Parasita, Matthew Gray Gubler como Jimmy Olsen, Finola Hughes como Lilo, Kevin Michael Richardson como Steve Lombard, e Arnold Vosloo como Bar-El.

### Green Lantern: Emerald Knights
Green Lantern: Emerald Knights, similar a Batman: Gotham Knight, é um filme coletivo que conta uma série de histórias estrelando vários membros da Tropa dos Lanternas Verdes, incluindo Abin Sur, Sinestro, Kilowog, e Mogo Foi lançado em 7 de junho de 2011. Embora não seja uma sequência de "First Flight", o filme usa os mesmos desenhos de personagens e inclui um cameo de Ch'p, que teve um papel falante no filme anterior.
O filme estrela as vozes de Nathan Fillion como Hal Jordan, Elisabeth Moss como Arisia Rrab, Jason Isaacs como Sinestro, Kelly Hu como Laira, Henry Rollins como Kilowog, Roddy Piper como Bolphunga, Arnold Vosloo como Abin Sur, Wade Williams como Deegan, Peter Jessop como Salaak, Bruce Thomas como Atrocitus, e o comentarista de rádio Michael Jackson como Ganthet.

### Batman: Year One
O filme é uma adaptação da história de Frank Miller, "Batman: Year One" de 1987 no título principal Batman, estrelado nas edições #404–407. Foi co-dirigido por Sam Liu e Lauren Montgomery. Foi lançado em 18 de outubro de 2011, o mesmo dia de Batman: Arkham City.
O filme estrela as vozes de Benjamin McKenzie como Batman, Bryan Cranston como Lt. James Gordon, Eliza Dushku como Selina Kyle/Mulher-Gato, Jon Polito como Gillian B. Loeb, Katee Sackhoff como Detetive Sarah Essen, Alex Rocco como Carmine Falcone, Fred Tatasciore como Detetive Arnold Flass, Liliana Mumy como Holly Robinson, e Jeff Bennett como Alfred Pennyworth.

### Justice League: Doom
Justice League: Doom, uma sequência de Justice League: Crisis on Two Earths, é uma adaptação solta de JLA de Mark Waid, "JLA: Tower of Babel" onde a Legião do Mal é formada para eliminar a Liga da Justiça usando protocolos criados pelo Batman para derrotar o grupo caso seus integrantes se rebelem. O filme foi adaptado e escrito brevemente por Dwayne McDuffie antes de sua morte em fevereiro de 2011, e foi dirigido por Lauren Montgomery. Foi lançado em 28 de fevereiro de 2012. O filme foi dedicado em memória de McDuffie.
O filme estrela vários atores reprisando seus papeis de Batman: The Animated Series, Superman: The Animated Series, Justice League, Justice League Unlimited e Green Lantern: Emerald Knights respectivamente incluindo Kevin Conroy como Batman, Tim Daly como Superman, Susan Eisenberg como Mulher-Maravilha, Michael Rosenbaum como Flash (Barry Allen ao invés de Wally West), Carl Lumbly como Caçador de Marte e Ma'alefa'ak, Nathan Fillion como Hal Jordan / Lanterna Verde, Phil Morris como Vandal Savage, Olivia d'Abo como Safira Estrela, Alexis Denisof como Mestre dos Espelhos, David Kaufman como Jimmy Olsen, Bumper Robinson como Cyborg, Carlos Alazraqui como Bane, Paul Blackthorne como Metallo, Claudia Black como Mulher-Leopardo, Grey DeLisle como Lois Lane, e Robin Atkin Downes como Alfred Pennyworth.

### Superman vs. The Elite
Em 22 de julho de 2011 durante um screening de Batman: Year One na Comic-Con, a DC anunciou sua programação de filmes de 2012. Superman Versus The Elite é o segundo lançamento de 2012 e é baseado em "What's so Funny about Truth, Justice & the American Way?" O filme estrela George Newbern reprisando seu papel como Superman de Justice League, Justice League Unlimited, The Batman, e Superman/Shazam!: The Return of Black Adam, enquanto David Kaufman reprisa seu papel como Jimmy Olsen, Apresenta as vozes de Pauley Perrette como Lois Lane, Robin Atkin Downes como Manchester Black, Marcella Lentz-Pope como Vera Black, Fred Tatasciore como Perry White, Catero Colbert como Coldcast, Melissa Disney como Menagerie, Andrew Kishino como Hat, e Tara Strong como Vera Black jovem. O filme foi dirigido por Michael Chang e escrito por Joe Kelly. Foi lançado em 12 de junho de 2012.

## Projetos não anunciados
Além da lista de projetos anunciados, criadores envolvidos em vários níveis na DC Comics trouxeram até nomes de possíveis futuros projetos. Bruce Timm disse que ele gostaria de fazer um filme animado do Arqueiro Verde, e o editor executivo da DC, Dan DiDio, manifestou interesse em ver o popular, arco de história "Sinestro Corps War" de 2007-2008 adaptado. Geoff Johns revelou que a Warner Bros quer usar roteiros não produzidos como filmes de animação. O produtor James Tucker falou sobre querer tanto um filme de animação da Liga da Justiça centrado na Mulher-Maravilha e um Superman: Red Son. Tanto Kevin Conroy e Mark Hamill brincaram sobre fazer um filme animado sobre Hush e A Death in the Family.

## Continuidades

### Autônomos
Esta continuidade é baseada no enredo de filmes autônomos:
- Superman: Doomsday
- Justice League: The New Frontier
- Wonder Woman
- Green Lantern: First Flight
- Batman: Under the Red Hood
- All-Star Superman
- Green Lantern: Emerald Knights
- Superman vs. The Elite
- Superman: Unbound
- Batman: The Killing Joke
- Batman and Harley Quinn
- Batman: Gotham by Gaslight

### Superman/Batman
Esta continuidade é baseada nas histórias de Superman/Batman.
- Superman/Batman: Public Enemies
- Superman/Batman: Apocalypse

### Justice League (JLA)
Esta continuidade é baseada nas linhas de história do JLA publicadas em 2000.
- Justice League: Crisis on Two Earths
- Justice League: Doom

### Batman: Universo Dark Knight
Esta continuidade é baseada no Batman (Universo Dark Knight) de Frank Miller. que inclui por exemplo arcos de história de The Dark Knight Returns e Batman: Year One.
- Batman: Year One
- DC Showcase: Catwoman
- Batman: The Dark Knight Returns Pt. 1
- Batman: The Dark Knight Returns Pt. 2

### DC Animated Movie Universe
Esse universo compartilhado é baseado na continuidade The New 52.
- Justice League: The Flashpoint Paradox (apenas o final)[52]
- Justice League: War
- Son of Batman
- Justice League: Throne of Atlantis
- Batman vs. Robin
- Batman: Bad Blood
- Justice League vs. Teen Titans
- Justice League Dark
- Teen Titans: The Judas Contract
- Suicide Squad: Hell to Pay
- The Death of Superman
- Reign of the Superman
- Batman: Silêncio
- Mulher Maravilha: Linhagem de Sangue
- Liga da Justiça Sombria: Guerra de Apokolips

### Outros universos
- Batman: Gotham Knight
- Batman: Assault on Arkham
- Justice League: Gods and Monsters
- Batman and Harley Quinn
- Justice League vs. the Fatal Five
- Superman: Red Son